# گویلام امنتنس
 گویلام امنتنس (انگلیسی: Guillaume Amontons؛ زاده ۳۱ اوت ۱۶۶۳ درگذشته ۱۱ اکتبر ۱۷۰۵) یک فیزیک‌دان اهل فرانسه بود.